# 최가박당 4 - 천리구차파
최가박당 4 - 천리구차파(最佳拍檔千里救差婆, Aces Go Places IV)는 뉴질랜드에서 제작된 임영동 감독의 1986년 영화이다. 허관걸 등이 주연으로 출연하였고 맥가 등이 제작에 참여하였다.

## 출연

### 주연
- 허관걸
- 맥가
- 실비아 창

### 조연
- 예첸원
- 소광두
- 왕가명
- 석견
- 관더싱
- 교굉
- 조달화